# The Battle of Manila Bay, May First, Eighteen Hundred & Ninety-eight; an Epic Poem

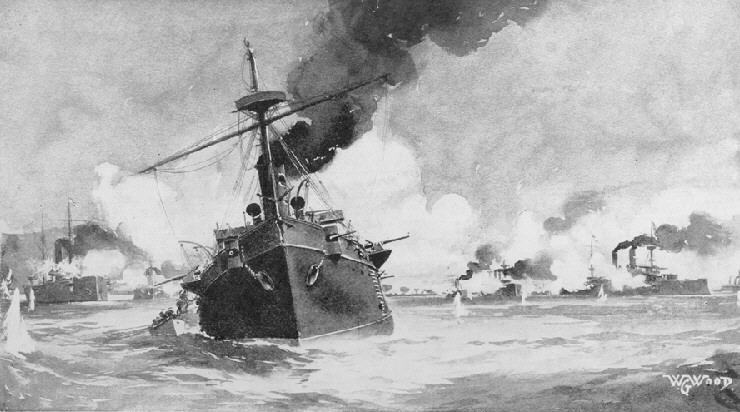
W. G. Wood, Bitwa w Zatoce Manilskiej

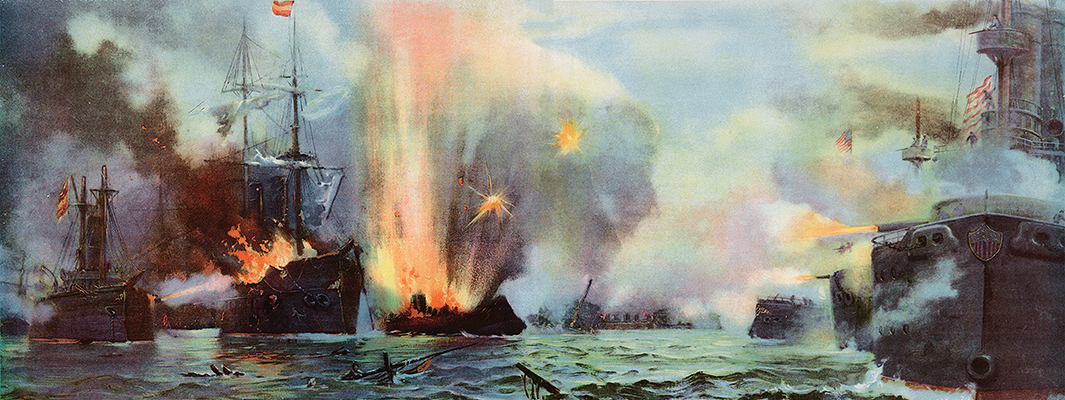
J. G. Tyler, Bitwa w Zatoce Manilskiej

The Battle of Manila Bay, May First, Eighteen Hundred & Ninety-eight; an Epic Poem - utwór poetycki kapitana amerykańskiej marynarki wojennej Williama Wilsona Galta, opublikowany w Norfolk w stanie Virginia w 1900. Poemat został zadedykowany wszystkim, którzy uczestniczyli w Bitwie w Zatoce Manilskiej, przyczyniając się do zwycięstwa (This poem is affectionately dedicated to thouse who participated in the Victory of Manila Bay on the First Day of May, 1898). Bitwa w Zatoce Manilskiej na Filipinach rozegrała się podczas wojny amerykańsko-hiszpańskiej. Utwór jest napisany wierszem jambicznym czterostopowym, podzielonym na nieregularne sekcje.
Now, in the darkness of the night, 

We knew not if we aimed aright. 

The foe shot high, no harm was done 

They answered almost gun for gun, 

And must have thought, when they replied, 

That we would shun the southern side 

Of Boca Grande that's the name 

The channel bears by which we came.
Tekst poematu został uzupełniony pełnym stanem osobowym załóg okrętów amerykańskich biorących udział w bitwie.